# Ždaňa
Ždaňa és un poble i municipi d'Eslovàquia. Es troba a la regió de Košice, a l'est del país.

## Història
La primera referència escrita de la vila data del 1222.

## Demografia
| Godina             | 1994 | 2004   | 2014   | 2024   |
| ------------------ | ---- | ------ | ------ | ------ |
| Nombre de persones | 1341 | 1308   | 1389   | 1350   |
| Diferència         |      | −2,46% | +6,19% | −2,80% |

| Godina             | 2023 | 2024 |
| ------------------ | ---- | ---- |
| Nombre de persones | 1350 | 1350 |
| Diferència         |      | +0%  |